# 愛知県立春日井西高等学校
愛知県立春日井西高等学校（あいちけんりつ かすがいにしこうとうがっこう）は、愛知県春日井市田楽町にある公立高等学校。

## 概要
吹奏楽部が、2008年（平成20年）に、全日本吹奏楽連盟主催の2008年度全日本マーチングコンテスト全国大会に初出場し銅賞を受賞した。

## 沿革
- 1974年12月25日 - 愛知県立学校条例の一部改正により、愛知県立春日井西高等学校を春日井市に設置することが決まる（全日制課程普通科1年270名募集）
- 1975年4月5日 - 第10回生入学（6学級編成）、開校式
- 1976年4月5日 - 第2回生入学（7学級編成）
- 1976年9月18日 - 校旗、校歌制定
- 1977年4月5日 - 第3回生入学（8学級編成）
- 1978年3月1日 - 第1回生卒業
- 1978年4月5日 - 第4回生入学（9学級編成）
- 1979年11月6日 - 創立5周年記念式典
- 1980年4月5日 - 第6回生入学（10学級編成）
- 1984年11月17日 - 創立10周年記念式典
- 1989年11月1日 - 創立15周年記念式典
- 1991年4月5日 - 第17回生入学（9学級編成）
- 1994年11月19日 - 創立20周年記念式典
- 1995年4月6日 - 第21回生入学（8学級編成）
- 1997年4月6日 - 第23回生入学（7学級編成）
- 2001年4月6日 - 第27回生入学（6学級編成）
- 2004年10月5日 - 創立30周年記念芸術鑑賞会
- 2014年4月7日 - 創立40周年記念

## 校風樹立
- 生気あふれる学校
- 希望にみちた学校
- 誇りをもてる学校

## 教育目標
- たかい知性
- ゆたかな情操
- たくましい心身

## 校歌・応援歌
春日井西高等学校校歌
- 作詞：野尻紫峰
- 作曲：森一也

春日井西高等学校応援歌「果てしない大空に」
- 作詞・作曲：川松龍二・辻大・伊佐治良介
- 編曲：浅井孝一

## 著名な出身者
- 神野正史（河合塾講師） 第7回生
- カンパニー松尾（AV監督） 第7回生

## 最寄り駅及び交通手段
- JR中央本線 春日井駅より名鉄バス「小牧」行きで「西町屋」バス停下車、徒歩で約5分。
- JR中央本線 勝川駅より名鉄バス高山経由「春日井市民病院」行きで「上大手」バス停下車、徒歩で約5分。
- 名鉄小牧線 小牧口駅より名鉄バス「春日井駅」行きで「西町屋」バス停下車、徒歩で約5分。